# Яакоби, Гад
Гад Яакобии (ивр. גד יעקבי‎, 18 января 1935 — 27 августа 2007) — израильский политический деятель, министр, член кнессета, посол Израиля в Организации Объединенных Наций.

## Биография
Яакоби родился в Кфар-Виткин (Британская Палестина), где он получил среднее образование. В Тель-Авивском университете изучал экономику и политические науки.
С 1960 по 1961 год был помощником министра сельского хозяйства Израиля, а с 1961 по 1966 год главой Центра планирования и экономического развития в министерстве сельского хозяйства, назначенным Моше Даяном.
В 1965 году Яакоби был одним из основателей партии РАФИ. Когда РАФИ объединилась с партией «Авода» (которая являлась частью альянса, известного как «Маарах»), он был назначен в бюро партии. На выборах 1969 года был избран в кнессет, а в 1972 году был назначен заместителем министра транспорта. В 1974 году был назначен министром транспорта в кабинете Ицхака Рабина, эту должность занимал до 1977 года. В 1984 году в правительстве национального единства, сформированном партиями «Ликуд» и «Авода», Якоби занял пост министра экономики и планирования до 1987 года, когда он был назначен министром связи — должность, которую он вновь занимал в 23-м правительстве Израиля, с 1988 по 1990 год.
После того, как он не был избран в кнессет 13-го созыва, Яакоби был назначен послом Израиля в Организации Объединенных Наций (сентябрь 1992 — июнь 1996 года). По возвращении в Израиль он был назначен председателем Электрической компании Израиля, занимал эту должность до 1998 года, а в 2000 году был назначен председателем Управления портов и железных дорог Израиля. Он также преподавал в Тель-Авивском университете и в Междисциплинарном центре в Герцлии, а также принимал участие в управлении несколькими некоммерческими организациями.
Яакоби опубликовал 15 книг, среди них три для детей, а также два сборника стихов. Кроме того, он писал статьи для нескольких периодических изданий.